# Cryptaspidia longa
Cryptaspidia longa är en insektsart som beskrevs av William D. Funkhouser. Cryptaspidia longa ingår i släktet Cryptaspidia och familjen hornstritar. Inga underarter finns listade i Catalogue of Life.